# João Barbosa Rodrigues
Pour les articles homonymes, voir João Rodrigues (homonymie) et Rodrigues (homonymie).
João Barbosa Rodrigues est un botaniste brésilien, né en 1842 à Rio de Janeiro et mort en 1909.

## Éléments biographiques
Il grandit à Campanha dans l’État du Minas Gerais au Brésil. Sa famille s’installe à Rio de Janeiro en 1858. Il commence à travailler dans le commerce mais il semble avoir été toujours intéressé par les sciences naturelles et récolte des insectes et des plantes. Il commence à enseigner le dessin et se spécialise en botanique sous la direction de Francisco Freire Allemão e Cysneiro (1797-1874). Il participe, de 1872 à 1875, à une mission scientifique dans la forêt amazonienne financée par le gouvernement impérial. Quelques années plus tard, il organise et dirige le jardin botanique de Manaus qui est inauguré en 1883 avec le soutien de la princesse Isabel. Ce jardin ferme peu après et Barbosa Rodrigues devient, en 1890, directeur du jardin botanique de Rio de Janeiro, fonction qu’il occupe jusqu’à sa mort. Il fait paraître de nombreuses publications, l’une des plus importantes est son travail sur les orchidées, en deux volumes, Genera et species orchidearum novarum (1877 et 1881).

## Source
- Traduction de l'article de langue anglaise de Wikipédia (version du 20 juillet 2006).